# Mons Porphyrites

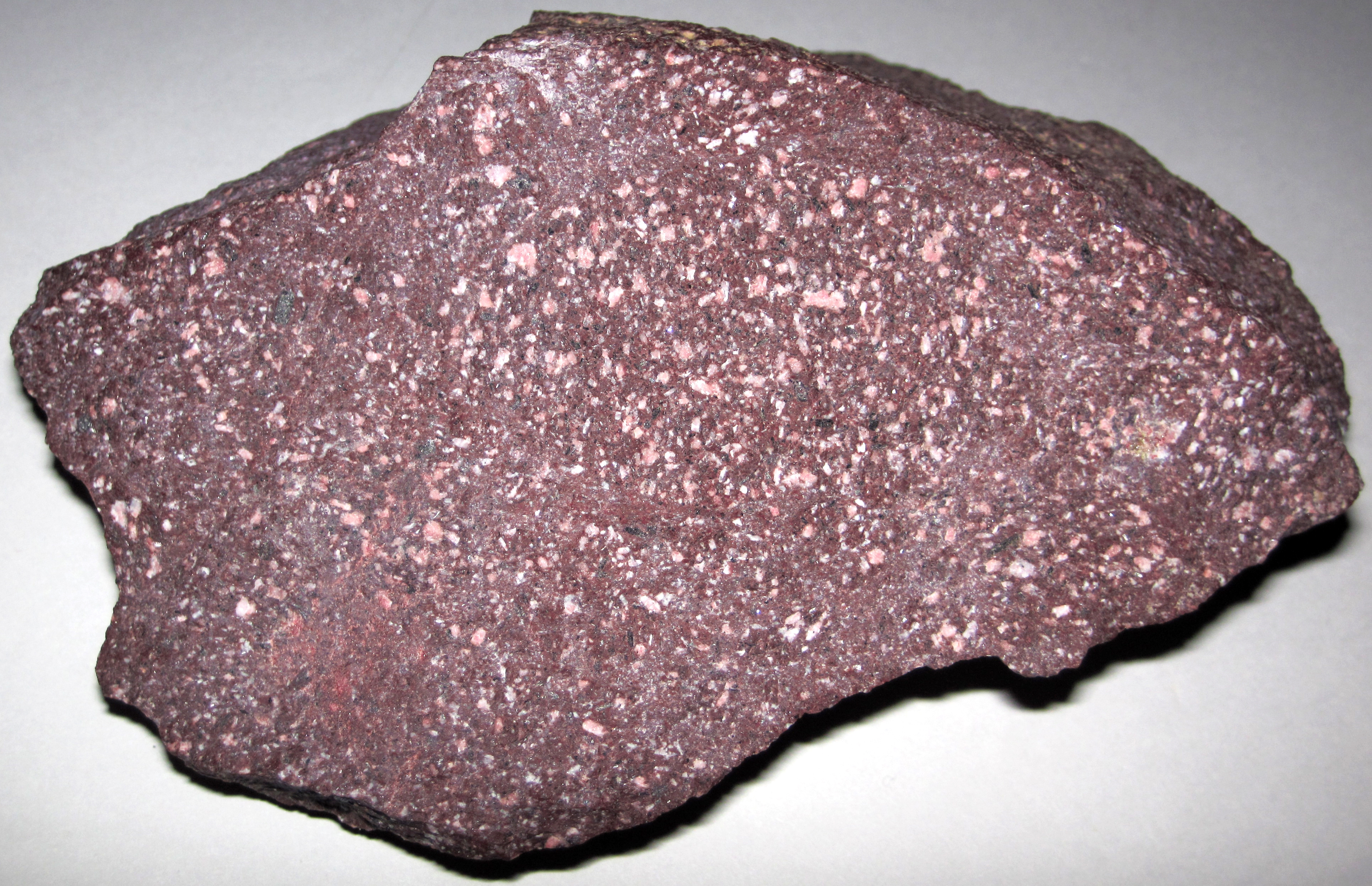
Porfir cesarski z Mons Porphyrites

Mons Porphyrites – zespół stanowisk archeologicznych i rzymska nazwa masywu górskiego (współcześnie Gebel Dokhan) w Egipcie, w górach Atbaj na Pustyni Wschodniej, w którym Rzymianie, a później Bizantyjczycy wydobywali różnobarwne odmiany porfirów, w tym przede wszystkim tzw. porfir cesarski. 

## Geologia
Skały wydobywane na Mons Porphyrites są częścią serii wulkanicznej Dokhan, złożonej głównie z dacytów oraz andezytów, podrzędnie riolitów, datowanej izotopowo na około 600 mln lat. Oprócz wulkanitów związanych z lawami, w serii tej obecne są różne skały piroklastyczne. Wulkanity z Mons Porphyrites występują w kilku odmianach kolorystycznych i strukturalnych porfirów: czerwone z różowymi fenokryształami skaleni, takież skały, ale z fenokryształami barwy białej, ciemnoszare (nazywane czarnymi), szare z fenokryształami różowych oraz białych skaleni i porfiry zielone. Są też odmiany przejściowe. Część porfirów czerwonych ma strukturę brekcjowatą. Oprócz tych skał spotyka się także lokalnie diabazy i jasne, bardzo grubokrystaliczne porfiry, określane też jako granity porfirowate. Pod względem petrograficznym tutejsze porfiry należą głównie do andezytów, część zalicza się do ryodacytów i trachyandezytów, a ponieważ zarówno fenokryształy, jak i minerały ciasta skalnego są wtórnie przeobrażone w facji zieleńcowej, to określa się je jako metaandezyty i metadacyty. Porfiry na Mons Porphyrites mają miąższość 30 – 50 m, zalegają poziomo, a ich złoże ma długość do 1 km. Wychodnie znajdują się wysoko, w szczytowych partiach masywu. Porfirem cesarskim były wszelkie czerwone odmiany tutejszych porfirów. Powstały one z wtórnego przekształcenia szarych i czarnych porfirów, a czerwony kolor zawdzięczają wtórnym przemianom pierwotnych minerałów, dzięki którym w skale powstał hematyt, piemontyt i wysokomagnezowy epidot.

## Wydobycie
Porfiry wydobywano na Mons Porphyrites od I do IV w. n.e. (wg niektórych publikacji także w epoce ptolemejskiej i w V w. n.e.). Powstało w tym okresie sześć kamieniołomów, a przedmiotem eksploatacji były czerwone i purpurowe porfiry, określane jako cesarskie oraz mające podobnie wysoką wartość tzw. czarne porfiry. Ponadto pozyskiwano tu także zielonkawe odmiany tej skały. Wyrobiska były rozrzucone na terenie ok. 9 km². Pozyskane w podszczytowych partiach bloki skalne wielkości maksymalnie do ok. 200 tom, transportowano na płozach na dno wadi Abu Ma'amel po specjalnie skonstruowanych pochyłych rampach o długości do 2800 m, a następnie wozami zaprzężonymi do zwierząt przewożono je ponad 150 km do portu w Kina nad Nilem, skąd z kolei sprowadzano żywność. Eksploatacją surowca zajmowali się głównie wolni robotnicy sprowadzeni znad Nilu, zamieszkujący wraz z rodzinami osady nieopodal poszczególnych kamieniołomów. Ponadto na dnie wadi wzniesiono rzymski fort obsadzony garnizonem. W przyległej głównej osadzie były świątynie poświęcone Serapisowi oraz Izydzie.  
Wydobycie cesarskich porfirów wznowiono na niewielką skalę w 1930, prowadząc je do 1952.

## Zastosowanie

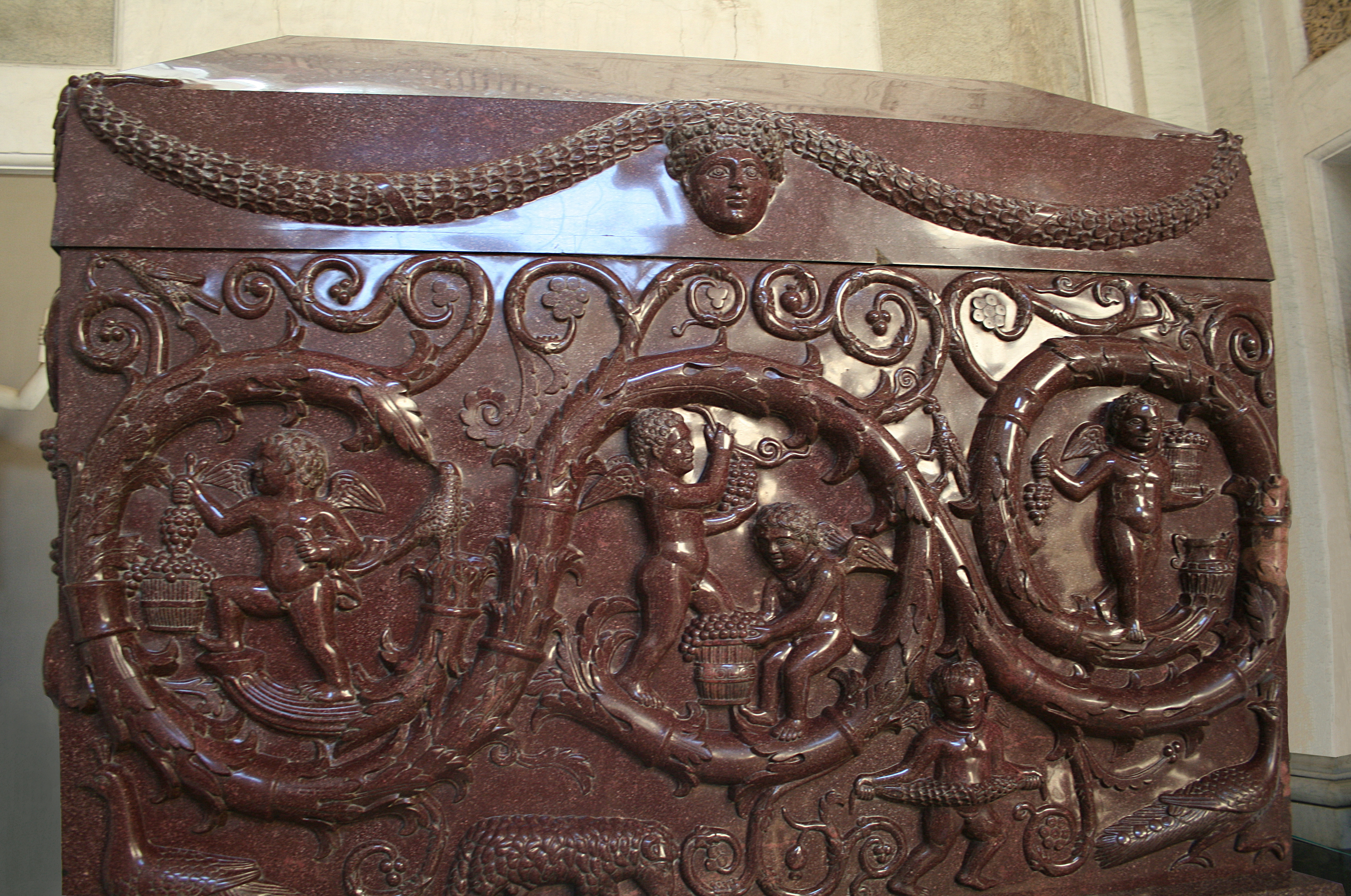
Sarkofag Konstantyny z porfiru z Mons Porphyrites

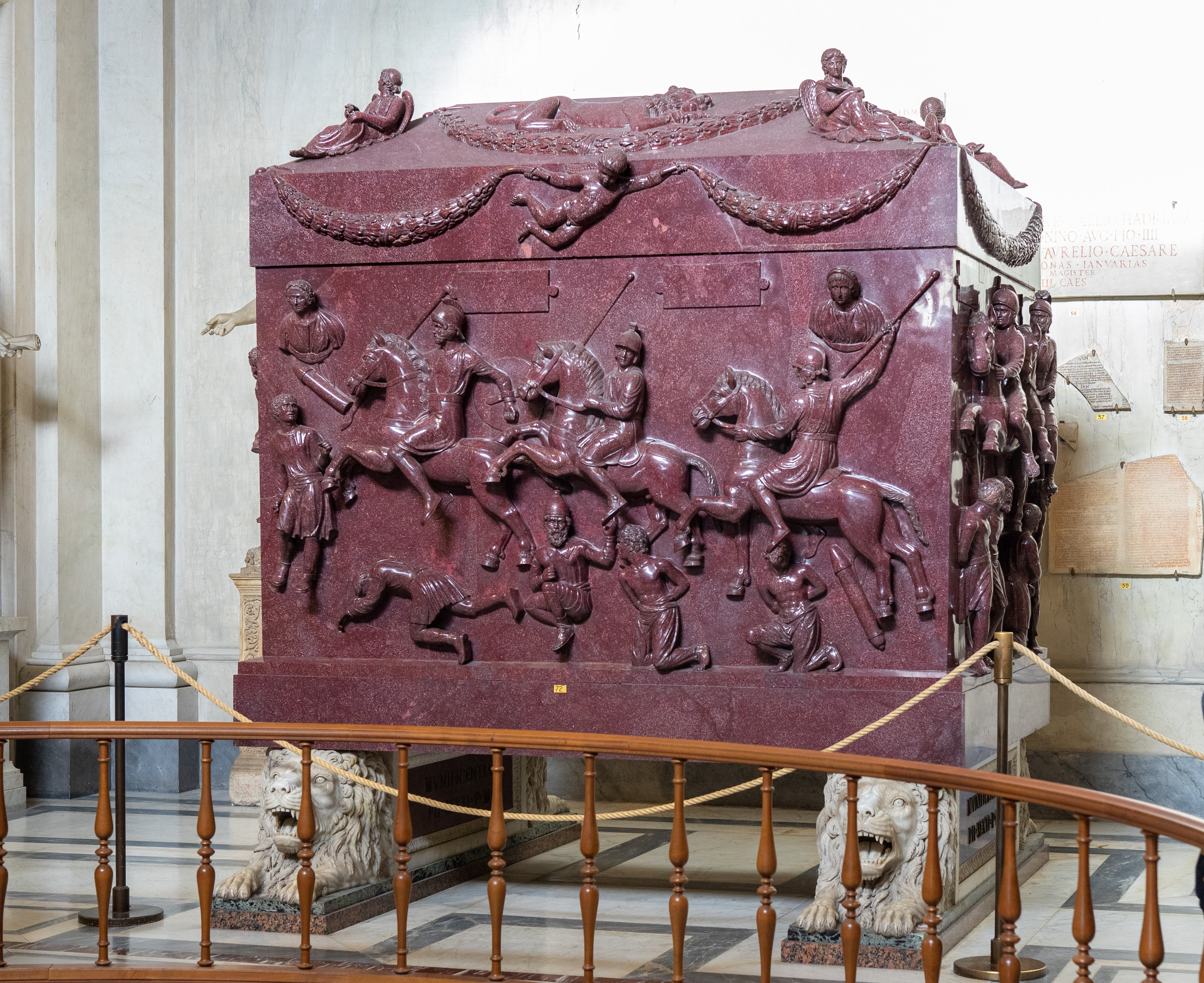
Sarkofag św. Heleny

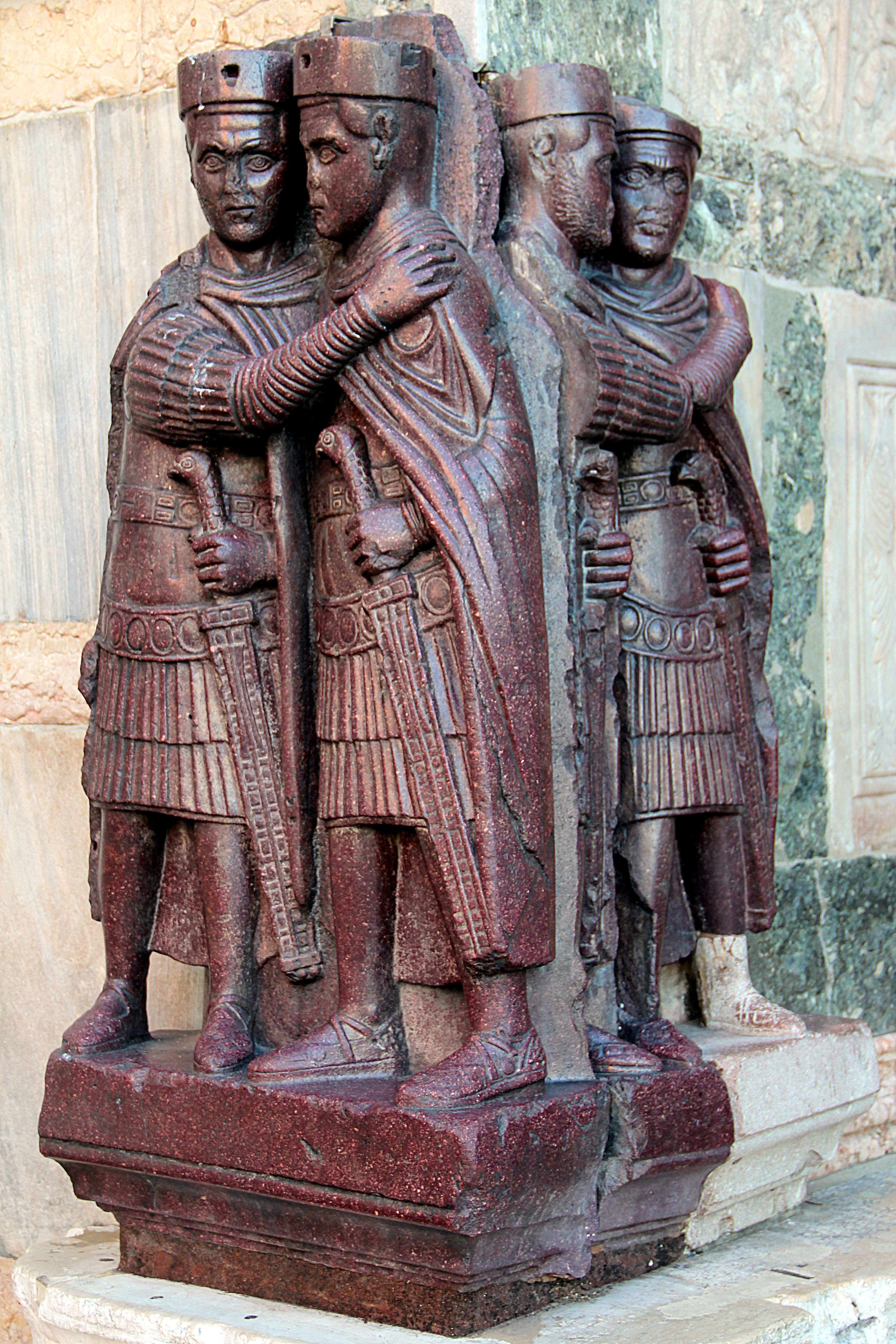
Grupa tetrarchów

Z cesarskiego porfiru z Mons Porphyrites wykonano w czasach rzymskich m.in. basen fontanny do Domus Aurea dla cesarza Nerona (obecnie w Museo Pio-Clementino w Watykanie), sarkofagi cesarzowej Heleny i córki cesarza Konstantyna I Konstantyny (współcześnie w kolekcji w Museo Pio-Clementino), tudzież grupy tetrarchów (obecnie w bazylice św. Marka w Wenecji).

## Badania stanowiska
Powtórnie lokalizację kamieniołomów na Mons Porphyrites, a odkrywcą byli John Gardner Wilkinson oraz James Burton. Od opisania tego stanowiska przez pierwszego z badaczy w 1832 jest ono oraz skały z niego pochodzące przedmiotem badań archeologicznych i geologicznych . 
W pobliżu Mons Porphyrites znajduje się inny zespół rzymskich kamieniołomów Mons Claudianus, w którym wydobywano na potrzeby budowli reprezentacyjnych gnejs tonalitowy i granodioryt. 